# General Simón Bolívar
General Simón Bolívar là một đô thị thuộc bang Durango, México. Năm 2005, dân số của đô thị này là 9569 người.